# Častnoe pionerskoe
Častnoe pionerskoe (Частное пионерское) è un film del 2012 diretto da Aleksandr Karpilovskij.

## Trama
Il film racconta di due ragazzi, Miša e Dima, che si stanno preparando per il compleanno di un'organizzazione di pionieri. Vanno a pescare. All'improvviso Miša cade nel fiume, ma viene salvata da un cane randagio, che in seguito è arrivato dal pellicciaio. Ora solo questi due ragazzi possono salvarla. Devono fare una scelta difficile.